# Глось
Глось (Platichthys flesus) — один із двох видів річкових камбал (Platichthys), родини Камбалові (Pleuronectidae). Інші назви: річкова камбала балтійська (на Балтиці), річкова камбала чорноморська (на Чорному морі). Трапляється на мулистих ґрунтах від пологих берегів до глибини 50 м. Промисловий вид.

## Характеристика

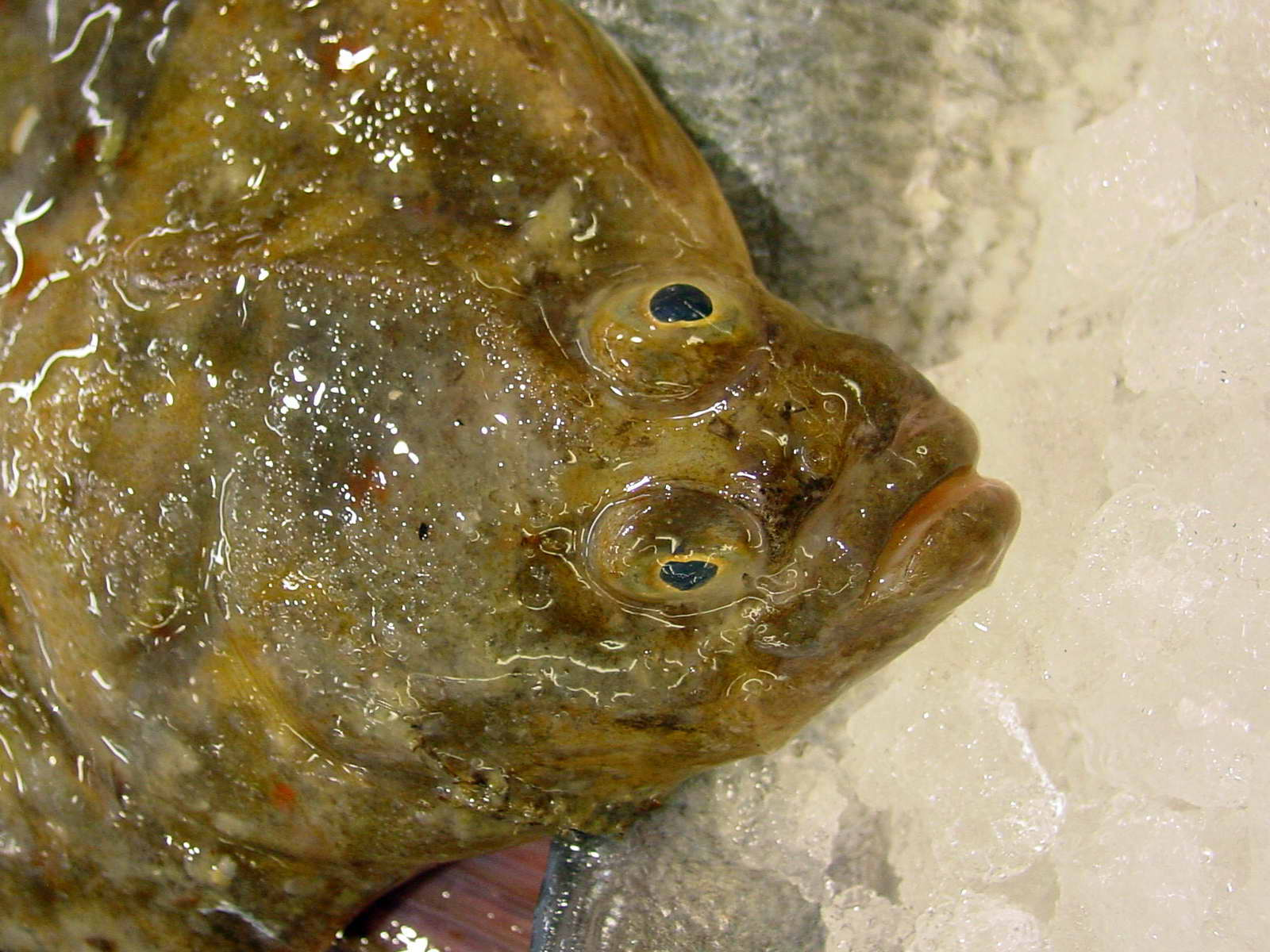
Голова глоси

Овальна за формою риба, що має очі з правої сторони. Лівоокі трапляються дуже рідко. Зазвичай 25-30 см довжиною, іноді сягають до 50, навіть 60 см. Довжина голови у цьоголітків 27,7% від загальної довжини тіла, у дорослих — 23,0%. Верхня поверхня, як правило, монотонно-коричневого кольору з червонувато-коричневими зірчастими плямами, із білою облямівкою; нижня поверхня — біла. На непарних плавцях круглі бурі плями. Трапляються іноді особини бурого кольору. Здатна міняти колір, пристосовуючись до зовнішнього фону. Бічна лінія має ряди малих горбків, як і на основі спинного і анального плавця.
Тіло з обох боків вкрите циклоїдною лускою. Шипуватих платівок на тілі дуже мало: вздовж передньої частини бічної лінії на зрячому боці, трохи на голові; хвостове стебло гладеньке; сліпий бік гладенький. Спинний плавець несе 52-65 променів, зазвичай 57-62; анальний плавець — 36-45 променів, зазвичай 39-44; грудні плавці — 7-14 променів, зазвичай 9-12; хребців 32-39, зазвичай 34-37; зябрових тичинок 9-14, зазвичай 10-12. На променях спинного та анального плавців зазвичай (у 93-97%) наявні шипики, у самця шипики на променях рідше (у 8-20%).

## Ареал

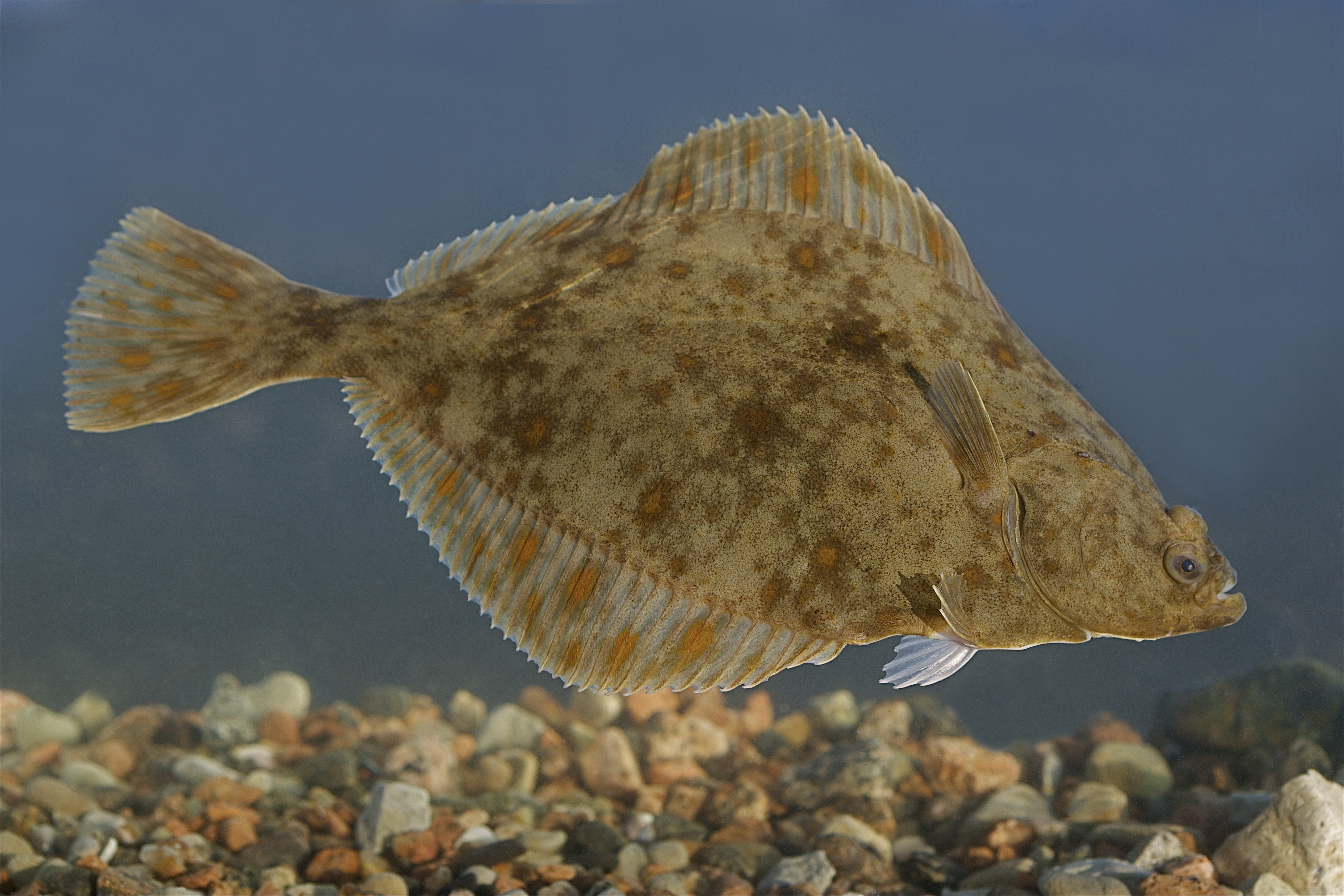
Глось із Балтійського моря, Естонія

Поширений у прибережних водах та лиманах східної Атлантики вздовж узбережжя Європи від  Білого моря на півночі до Середземного і Чорного на півдні. Як вид-вселенець помічений біля західних берегів США і Канади, куди був занесений із баластними водами. Є в Ірані.
В Україні відомі вздовж всіх чорноморських берегів від острова Зміїний до Керченської протоки, а Азовському морі переважно у північно-західній частині, у Сиваші. Відомі у лиманах і пониззях річок: у Південному Бузі, а також у Дністрі (молодь трапляється навіть до Бендер).

## Живлення
Молодь споживає зоопланктон. Дорослі риби живляться бентосними безхребетними, особливо ракоподібними, червами і молюсками, а також рибою: бички та атерина.

## Нерест і розвиток
Статева зрілість наступає на 3-му році життя. Нерестує з кінця січня до другої половини березня (зафіксовані й поодинокі випадки знаходження ікринок у травні, червні та вересні). Ріст: на кінці першого року життя — 50-60 мм, дворічні — 110–120 мм, трьохрічні — 170–185 мм.